# Alese
Alese – miasto w Nigerii, w stanie Rivers. Według danych szacunkowych na rok 2009 liczy 45 756 mieszkańców.